# بولسا دي فالوريس دي كابو فيردي
بولسا دي فالوريس دي كابو فيردي (بورصة الرأس الأخضر) هي بورصة الرأس الأخضر . يقع في منطقة أشادا سانتو أنطونيو في برايا .  تأسست بورصة الرأس الأخضر في 11 مايو 1998 بقرار حكومي.  في نهاية عام 2017 ، بلغت القيمة السوقية 68.4 مليار إسكودو ،  أي ما يعادل 621 مليون يورو .
يجمع الهيكل التشغيلي لبورصة الرأس الأخضر بين نظام المزادات العلنية وأنظمة يحركها الاقتباس من أجل دعم سيولة أكبر في السوق . بذل السوق جهودًا ضخمة لإعادة هيكلة نفسه بما يتماشى مع أفضل الممارسات والمبادئ التوجيهية الدولية ذات الصلة. جميع المنصات موثوقة وبعضها تستخدمه يورونكست لشبونة وإنتربولسا ، وعضو في الرابطة الأفريقية لتبادل الأوراق المالية . 

## روابط خارجية
- بولسا دي فالوريس دي كابو فيردي (بالبرتغالية)